# Габріелян Олег Аршавірович
Оле́г Аршаві́рович Габрієля́н (27 грудня 1956, Баку) — український та російський політолог, декан філософського факультету Кримського федерального університету ім. В. І. Вернадського. Доктор філософських наук . Професор. Заслужений працівник культури України (2009).

## Біографія
1974—1978 рр. — спеціальність «Математика», Педагогічний інститут, факультет математики (м. Баку, Азербайджан).
1978—1980 рр. — Центр програмування Азербайджанського державного політехнічного інституту, Азербайджан. Інженер-програміст.
1995—1997 рр. — спеціальність «Фінанси та кредит», Інститут Економіки та Державного права (м. Сімферополь, Україна).
1982—1993 рр. — Інститут Філософії та права Національної Академії Наук, Єреван, Вірменія, лаборант-здобувач (1982—1984), старший науковий співробітник (1985—1992), провідний співробітник (1993).
1985—1993 рр. — Старший науковий співробітник. Група міжнародного стратегічного планування Міжнародного фонду «Відродження» Джорджа Сороса.
1992 р. — Доктор філософських наук, Єреванський державний університет .
1994—1998 рр. — Перший Заступник голови Державного Комітету у справах Національностей та депортованих громадян Автономної Республіки Крим (м. Сімферополь).
1997—1998 рр. — Член координаційної ради Фонду Сороса, Сімферополь.
1998 р.- Консультант. Група міжнародного стратегічного планування Фонд Сороса.
1999—2010 рр. — Завідувач кафедри політичних наук Таврійського національного університету ім. Вернадського.
2001 р.- Професор програми Фулбрайта. Університет Джорджа Мейсона . Інститут аналізу та розв’язку конфліктів.
У 2008—2009 рр. — Провідний співробітник Кримської філії Інституту стратегічних досліджень.
З 2010—2014 рр. — Ректор Кримського університету культури, мистецтв та туризму. У 2013 році співорганізатор та учасник Боспорського форуму сучасної культури, що проходив у Сімферополі та Керчі.
З 2010 року — депутат сімферопольської міської ради від Партії регіонів . Керівник фонду «Луйс» .
З 2014 року —  Декан філософського факультету Таврійської академії Кримського федерального університету ім. Вернадського.

## Суспільна позиція
Виступав за визнання Україною геноциду вірмен Османської імперії у 1915 році .

## Область наукових інтересів
- Філософія культури
- Культурна та політична антропологія
- Політична наука
- Філософія та методологія науки
- Філософія історії
- Етнополітика
- Політичні технології
- Конфліктологія

## Основні праці

### Монографії та збірники
- Нанотехнології. економіка. Геополітика. О. А. Габрієлян, Е. е. Єргожин, Е. М. Арін, І. е.. Сулейманов, Н. А. М. Біленко, К. І. Сулейманова, Р. А. Мун. / Алмати: Вид-во «Print-S», 2010 р., 227 стор.
- Nanotecnology versus the global crisis. OA Gabrielyan, Ye. Ye. Yergozhin, Ye. М. Арин, IE Сулеіменов, Г. А. Мюн, НМ Бєленко, ІТ-парк, Сабер Е. Мансур, Ель-Сайд М. Ель-Аш. Негім і КІсулейменова. — Seoul: Hollym Corporation Publishers, 2010. — 300 грн.
- Ноосферологія: наука, освіта, практика / за загальною редакцією д.ф.н. О. А. Габрієляна. — Сімферополь: Видавництво "Підприємство «Фенікс», 2008. — 464 с.
- Російський світ: культурний простір Криму. — Сімферополь: ПП Бровко О. О., 2016. — 128 с.
- Енциклопедія народів Криму — Сімферополь: Видавництво ТОВ «Видавництво» Частка "", 2016. — 25-40 с.
- Політична наука в Україні: становлення та перспективи / За ред. д.ф.н. О. А. Габрієляна, д.ф.н. А. Д. Щоркіна. — Сімферополь, 2002. — 344 с.
- Державне управління: США та Україна. / За ред. проф. О. А. Габрієляна, проф. До. Вудварта. — Сімферополь: «Таврія», 2003. — 300с.
- Діалог культур: проблеми інтеграції у кримському суспільстві/Под ред. О. А. Габрієляна. — Сімферополь: вид-во «Таврія», 2002. — 190 с.
- Громадянське суспільство та релігія / За ред. д.ф.н., проф. О. А. Габрієляна. — Сімферополь: Енергія Дельта, 2005. — 252 с.
- Ідеологія: pro et contra. Монографія. У співавторстві. — Сімферополь: «АРІАЛ», 2015. — 564 с.
- Математика як феномен культури; Єреван, Вид-во АН АрмССР, 1990.-176 з.
- Public Administration in Democracy an American Ukrainian Dialogue/зроблено Calvin A. Woodward, Oleg A. Gabriyelyan. — Simferopol, «Tavria», 2003. — 254 р.
- Міжетнічна згода у Криму. — Сімферополь: Видавництво «Доля», 2002 р. — 300 с. (у співавторстві)
- Діалектика об'єктивного та суб'єктивного в математичному пізнанні. — Єреван: Видавництво Академії наук Вірменії, 1985—141 с.
- Інноваційні сценарії у постіндустріальному суспільстві. — Алмати-Сімферополь, 2016—218 с. (у співавторстві)
- Культурні ландшафти Криму, Сімферополь: ІТ «АРІАЛ», с. 380, (у співавторстві)
- Сучасні музеї: практичний потенціал нової парадигми Музеї ХХІ століття, Збірник матеріалів конференції. — Сімферополь: Бізнес-Інформ, 2015, с. 14-25

### Підручники та навчальні посібники
- ВСТУП до КУЛЬТУРНої АНТРОПОЛОГІї. ПІДРУЧНИК ДЛЯ ВНЗ. О. А. Габрієлян, А. В. Швецова, Є. В. Донська, Є. Б. Ільянович, А. А. Конопльова, Н. Н. Кузьмін, А. Ю. Микитинець, О. І. Микитинець, М. Ст Сомов. СІМФЕРОПОЛЬ: ВИД-ВО «ПП ПІДПРИЄМСТВО ФЕНІКС», 2014. — 298 с.
- Деякі питання сучасної теорії інновацій (навчальний посібник). О. А. Габрієлян, І. Е. Сулейманов, Г. А. Мун. — Алмати — Сімферополь, 2016. — 197 с.
- Політична наука: Методи досліджень: підручник/(О. А. Габрієлян та ін); за ред. О. А. Габрієляна. — К.: ІЦ «Академія», 2012. — 344 с. — (Серія «Альма-майстер»).
- Мистецтво вирішення конфліктів. — Сімферополь: Видавничий дім «Амена», 1995 р.
- Конфлікт: аналіз, управління та вирішення. — Сімферополь, 2002. — 43 с.
- Крос-культурна адаптація. — Сімферополь, 2001. — 71 с. (у співавторстві)
- Політична наука. Введення у спеціальність. — Сімферополь: Видавництво «ПП Підприємство Фенікс», 2010. — 150 с.

### Статті
1. Кримський проект: війна чи діалог культур. // «Крим у контексті Російського Світу: мова і культура». — Сімферополь: Таврія, 2007, с. 48-51.
2. Проект сучасного соціокультурного освоєння Криму // «Крим у тих Російського Світу: суспільство, і культура». — Сімферополь, 2006, с. 90-97.
3. Криза книги: можливе рішення// Вчені записки КФУ ім. В. І. Вернадського. О. А. Габрієлян, К. Е. Ігнатов. Том 1 (67) № 3, стор 49-65
4. The Way of the World. Review of Immanuel Wallenstein's World-Systems Analysis: An Introduction. // The Review of Politics, Summer, 2005. p/582-584.
5. Болонський процес як інноваційна освітня розробка. // Вісник Омського університету № 2, 2006, с. 14-31.
6. Уроки глобальної кризи: мораль та етика як фактори економіки. // Світ людини (філософський та суспільно-гуманітарний журнал), № 3 (45), Казахстан, 2010, с. 116—128.
7. Культура у війні: виклики та відповіді // Збірник «Матеріалів I Міжнародної науково-практичної конференції: Військово-історичні читання», 18-19 лютого 2013 р. — Керч, с. 48-51
8. Інстинкт націоналізму та його подолання. // Історичний досвід міжнаціональної та міжконфесійної згоди в Криму. — Сімферополь, 1999, с. 27-32
9. Сучасність: домінанти доби. // Sinopsis, Yerevan, Vol.4, 1994, з. 18-38
10. Політична наука в Україні: стан та перспективи. // Політична думка, № 4, 2001, с. 47-55
11. Рецензія на книгу П. Баофу «Майбутнє людської цивілізації» // Вчені записки Таврійського національного університету ім. В. І. Вернадського. Том 16(55), № 1 Серія «Політичні науки». — Сімферополь, 2003, с. 176—179
12. Міфотворчість у соціокультурному контексті політики. // Вчені записки Таврійського національного університету ім. В. І. Вернадського. Том 14 (53) № 1 Серія «Політичні науки». — Сімферополь, 2001, с. 13-22
13. Соціокультурний вимір енергетики. Тези доповіді // Енергія Майбутнього: глобальні тренди та технології. Збірник матеріалів панельної сесії ІХ-го Астанінського Економічного Форуму. — м. Астана, 2016, с. 37-40
14. Американська асоціація політичної науки. // Вчені записки Таврійського національного університету ім. В. І. Вернадського. Том 17 (56) № 1 Серія «Політичні науки». — Сімферополь, 2010 с. 117—126
15. Побудова концепції культури міста: простір кримської столиці // Таврійські студії: «Мистецтвознавство. Культурологія», № 1. — Сімферополь: ІТ «АРІАЛ», 2012. — с. 116—139
16. Школа майбутнього: дещо про методологію // Директор школи (газета для керівників навчальних закладів), № 5 (581), 2010, с. 18-20
17. The Crimea project through dialogue of cultures / OA Gabrielyan // Таврійські студії: «Культурологія», № 2. — Сімферополь: ІТ «АРІАЛ», 2012.-с. 40-44
18. Індекс політичний. // Політична енциклопедія. — К.: Парламентське видавництво, 2012, с. 284—285
19. Аксіомтика політична // Політична енциклопедія. — К.: Парламентське видавництво, 2012, с. 20
20. Місце та роль етнічного міфу у світогляді сучасної людини. // Світогляд та трансформації сучасного суспільства. — Сімферополь, 2004, с. 60-63
21. Система раннього попередження міжетнічних конфліктів у Криму: теоретичне обґрунтування практики запобігання конфліктам. // Вчені записки Таврійського національного університету ім. В. І. Вернадського. Том. 16 (55), № 1 Політичні науки. — Сімферополь, 2004, с. 3-20
22. Вебрарій: новий жанр книги // Обсерваторія культури, 2016. Т.13 № 3 с. 356—361 (у співавторстві)
23. Інформаційні аспекти еволюції складних систем// Вчені записки КФУ ім. В. І. Вернадського. Том 1 (67) № 1, с. 106—114 (у співавторстві)
24. Діалектика інформації// Вчені записки КФУ ім. В. І. Вернадського. Том 1 (67) № 2, с. 137—148
25. Простір смислових кодів сучасної цивілізації, Історія та сучасність, № 1 (19), 2014, с. 46-68 (у співавторстві)
26. Ноосферне мистецтво: взаємозумовленість розвитку сучасної науки та культури// Таврійські студії. Культурологія № 4. — Сімферополь. 2013, с. 3-7 (у співавторстві)
27. Геополітика з погляду теорії інформації. Особистість. Суспільство. Держава. Проблеми розвитку та взаємодії. 28 Адлерівські читання., Матеріали Всеросійської наукової конференції 2-6 жовтня 2015 р. — Краснодар, с. 58-65 (у співавторстві)
28. Поширення міфів у суспільстві: аналогії з математичним описом поширення епідемій, Проблеми інформатики, № 4, 2015, с. 35-44 (у співавторстві)
29. Ноосферне мистецтво: взаємозумовленість розвитку сучасної науки та культури, І. Е. Сулейменов, Таврійські студії. Культурологія № 4. — Сімферополь. 2013 року.

## Аспіранти (що успішно захистили дисертації)
- Лисенко І. М. Розвиток територіальних громад як умова формування громадянського суспільства в Україні (Сімферополь, 2011 р.))
- Кисельова Н. В. Сучасні моделі парламентського бікамералізму (Сімферополь, 2010)
- Лукашевич Л. С. Феномен політичної сили в українському суспільстві, що трансформується: на прикладі АР Крим 1991—2006. (Сімферополь, 2009 р.).
- Авакян Т. А. Політика європейської інтеграції як базовий компонент національної безпеки України (Сімферополь, 2009 р.))
- Гросфельд Є. В. Становлення феномена лобізму у сучасній Україні. (Сімферополь, 2009 р.).
- Тлущак О. Ю. Політико-правовий аналіз українсько-російських відносин. (Сімферополь, 2009 р.).
- Гаспарян Л. С. Феномен політичної сили у транзитивному українському суспільстві (Сімферополь, 2009 р.))
- Арудов М. С. Громадянська згода як передумова громадянського суспільства в Україні (Сімферополь, 2008 р.)
- Кочан В. Феномен прикордоння у соціокультурному вимірі (Сімферополь, 2008 р.))
- Гаспарян М. В. Створення системи моніторингу соціально-політичних процесів у Криму. (Сімферополь, 2007 р.).
- Зурабян Г. Г. Виборча кампанія соціалістичної партії України у Криму у 2006 році (Сімферополь, 2007 р.))
- Сомов М. В. Політична комунікація в інформаційному просторі Автономної Республіки Крим (Сімферополь, 2007 р.))
- Бородай О. В. Становлення політичного центризму у партійному житті України (Сімферополь, 2007 р.))
- Муратова Е. С. Політичні проблеми процесу відродження ісламу у Криму. (Сімферополь, 2004 р.)
- Горєнкін В. А. Сепаратизм як політичне явище (Сімферополь, 2004 р.))
- Філатов А. С. Екологічні параметри свободи особистості. (Сімферополь, 2003 р.).
- Арутюнян Н. Р. Математична теорія: логічний та гносеологічний аналіз. (Єреван, 1996 р.).

## Медіа-проєкти
- Кримські вірмени. 1997
- Компакт диск «Кримські репатріанти», 2000.
- Національний образ світу. Вірмени. фільм. 2009.
- Кар'єра у політичній науці. (Політична наука. Введення у спеціальність). 2010 року.
- Неспіта пісня. Кліп на вірш, 2013 року.

## Художні твори
- Дорога до себе. Збірник віршів 1976—2006 років. Лірика. — Сімферополь: Енергія Дельта, 2006. — 191 с.
- Вірші // Батьківщина серце «Альманах». Сімферополь: ПП «Підприємство Фенікс», 2008. −214 с.
- Вірші // Антологія авангарду, психоаналізу, психотерапії, психології. № 11, Книга 2. — Сімферополь: Вид-во «Кримучпедгіз», 2012, с. 386—388.

## Інша наукова, освітня та громадська діяльність
- Член редколегії «Історична спадщина Криму» (2016-нині)
- Співголова Асоціації політологів Криму (2008—2014 рр.))
- Член експертної ради з гуманітарних та соціальних наук при Державній комісії з ліцензування та акредитації вищих навчальних закладів І-ІV рівня підготовки фахівців (Україна, 2008—2014 рр.).)
- Голова комісії з культури міської ради м. Сімферополь (2010—2014 рр.))
- Член експертної Ради при РМ АРК (2010—2014 рр.))
- Президент Міжнародного міжакадемічного союзу . (2011—2014 рр.))
- Редактор журналу « Таврійські студії» (2011—2014 рр.).)
- Президент Центру Етносоціальних досліджень (1995—2013 рр.))
- Керівник та організатор щорічної конференції «Вірмени України: учора, сьогодні, завтра». Конференція проводиться з 2008 р. до теперішнього часу. Матеріали конференції друкуються у щорічнику «Вірменські студії в Україні» (2008—2013 рр.).)
- Член комісії з нагород при ВР АРК (2011—2013 рр.).)
- Член Спецради Д 52.051.01 із захисту докторських дисертацій зі спеціальностей: «09.00.03 — соціальна філософія та філософія історії», «09.00.04 — філософська антропологія, філософія культури» (2009—2012 рр.).)
- Член Спецради До 51.052.07 із захисту кандидатських дисертацій зі спеціальностей: «23.00.02 — Політичні інститути та процеси» та «23.00.05 — Етнополітологія та етнодержавництво» (Голова ради з 2007 по 2010 р. м.)
- Член експертної ради ВАК України (2008—2010 р.р.)
- Член науково-методичної ради з політичної науки при Міністерстві освіти та науки України (2008—2010 рр.).)
- Член Громадської колегії при Раді Міністрів Автономної Республіки Крим (2010 р.)
- Редактор журналу «Вчені записки Таврійського національного університету Серія — Політологія». (2001—2010 рр.))
- Шеф-редактор журналу «Голуб Масіса» (2000—2008 рр.).)
- Редактор журналу «Сурб Хач» (1996—1998 рр.).)

## Нагороди та звання
- Відмітний знак Глави Республіки Крим «Годинник від Глави Республіки Крим» (2016)
- Заслужений професор Таврійського університету (2016)
- Золотий знак міністерства діаспори (2016)
- Заслужений працівник культури України (12 січня 2009 р.) — «За значний внесок у соціально-економічний, культурний розвиток Автономної Республіки Крим, вагомі трудові досягнення та з нагоди Дня Автономної Республіки Крим»[5]
- Заслужений діяч культури Криму
- Орден Нерсесу Шноралі Вірменської Апостольської церкви
- Орден св. Георгія Європейської Академії Природних Наук
- Знак Державного Комітету у справах національностей та міграції України
- Золотий знак Кримського вірменського товариства
- Медаль 650-річчя монастиря Сурб Хач
- Лауреат премії Ради Міністрів Криму
- Лауреат премії Верховної Ради Криму
- Лауреат премії ім. Ст. І. Вернадського Таврійського національного університету ім. Ст. І. Вернадського